# Diplobryum ramosum
Diplobryum ramosum là một loài thực vật có hoa trong họ Podostemaceae. Loài này được C.Cusset mô tả khoa học đầu tiên năm 1992.